# Zbór Kościoła Zielonoświątkowego w Świebodzinie
Zbór Kościoła Zielonoświątkowego w Świebodzinie – zbór Kościoła Zielonoświątkowego w RP znajdujący się w Świebodzinie, przy ulicy Kolejowej 12B.
Nabożeństwa odbywają się w niedzielę o godzinie 10:00 i w czwartek o godzinie 18:00.